# Klaus Otto Nagorsnik

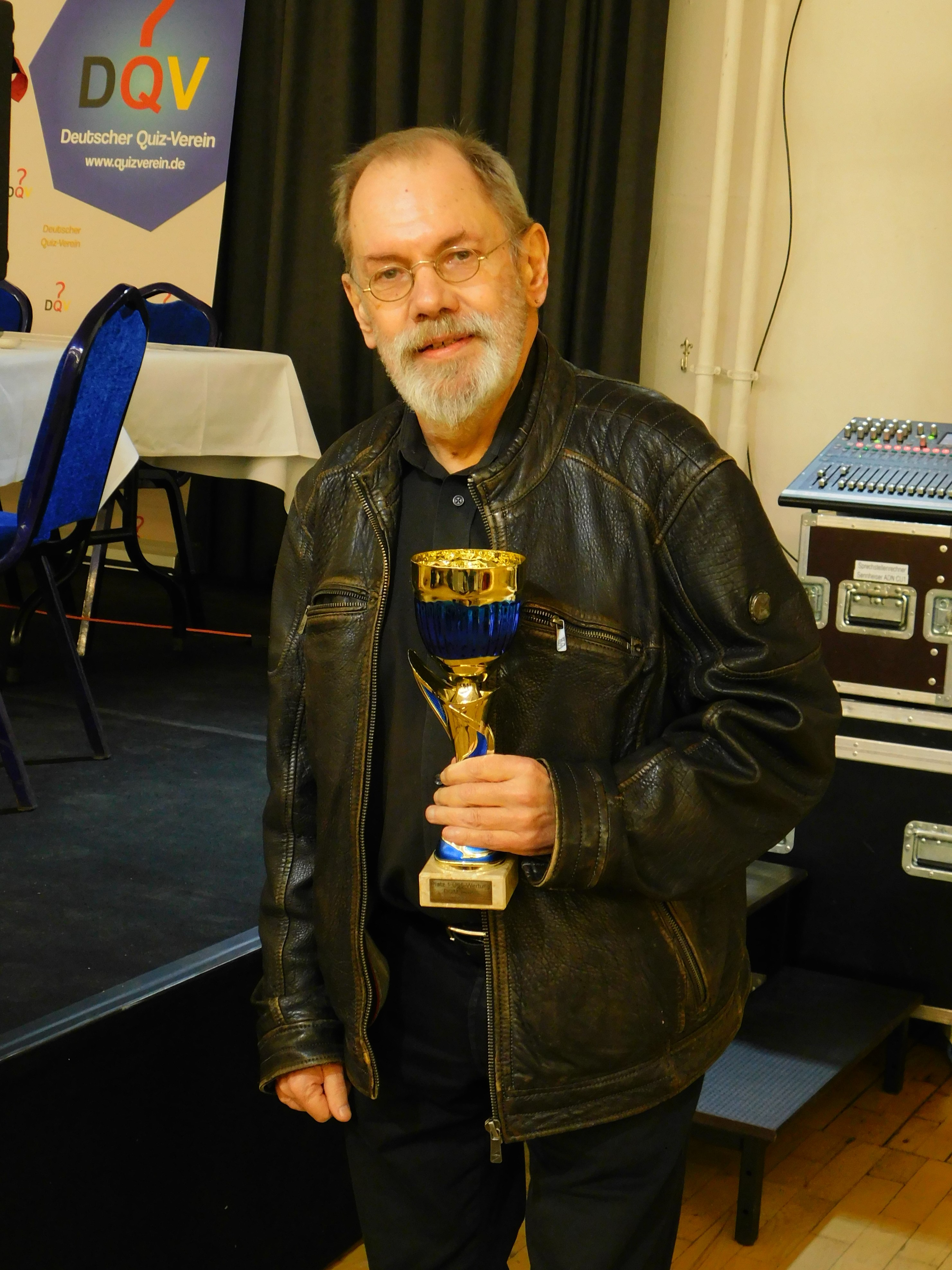
Klaus Otto Nagorsnik bei der Deutschen Quizmeisterschaft im Februar 2024

Klaus Otto Nagorsnik (* 29. Juli 1955 in Billerbeck; † 22. April 2024 ebenda) war ein deutscher Bibliothekar und Quizspieler. Als „Bibliothekar“ war er ab 2014 einer der „Jäger“ in der ARD-Fernsehsendung Gefragt – Gejagt.

## Leben und Wirken

### Herkunft, Ausbildung und Beruf
Nagorsnik wuchs als ältestes von sechs Geschwistern in einer Arbeiterfamilie auf. Als erstes Mitglied seiner Familie besuchte er eine höhere Schule. Er legte das Abitur am Gymnasium Nepomucenum in Coesfeld ab und studierte danach acht Semester Geschichte und Ethnologie in West-Berlin. Nach einer Lehre zum Buchhändler in Münster und der Ableistung seines Grundwehrdienstes bei der Bundeswehr arbeitete er ab 1983 als Bibliothekar in der Stadtbücherei Münster. Von 1984 bis 1997 betreute er die dortige Fahrbibliothek, anschließend war er in der Hauptbibliothek am Alten Steinweg tätig. Dort baute er u. a. die Digitale Bibliothek mit auf, leitete jahrelang die Fernleihabteilung und war an der zentralen Information mit viel Kundenkontakt tätig. Diesen schätzte er auch vorher bereits bei der Betreuung der Fahrbibliothek. 2021 ging er als Bibliothekar in den Ruhestand.
Nagorsnik lebte in seiner Geburtsstadt Billerbeck. Er war Mitglied der Gewerkschaft ver.di und engagierte sich lange im Gesamtpersonalrat der Stadt Münster. Er besaß ab dem Jahr 1988 keinen Fernseher mehr, da er der Meinung war, durch das Lesen mehr und bessere Informationen aufnehmen zu können.

### Quiz- und Fernsehkarriere
Nagorsnik war über Jahrzehnte in der münsterschen Kneipenquizszene aktiv. 2012 nahm er erstmals an der deutschen Austragung der Quizweltmeisterschaft teil, die dezentral an vielen Orten der Welt gespielt wird, und wurde dort auf Anhieb der zweitbeste Deutsche hinter Holger Waldenberger. In den Jahren 2013 bis 2015 gewann er mehrmals den monatlichen Deutschland-Cup des Deutschen Quiz-Vereins. 2014 wurde er Deutscher Quizmeister im Doppel. 2015 und 2022 war er Nordrhein-Westfälischer Quizmeister im Einzelwettbewerb.
Im Herbst 2013 trat Nagorsnik in der ARD-Spielshow Die Deutschen Meister 2013 erstmals bei einer Fernsehshow an. Er siegte in der Kategorie „Stadt – Land – Fluss“ gegen Sebastian Jacoby und gewann ein Preisgeld von 5.000 Euro; im Finale der Show, in dem sich die Sieger der Kategorien Herausforderern aus anderen europäischen Ländern zu stellen hatten, besiegte er den Österreicher Gerald Schmid. 2015 erreichte er als Kandidat der ZDF-Show Der Quiz-Champion das Finale, in dem er jedoch scheiterte, als er die Eisschnellläuferin Gunda Niemann-Stirnemann fälschlich den Rodlerinnen zuordnete.
Von 2014 bis 2024 trat Nagorsnik als „Der Bibliothekar“ in der Quizsendung Gefragt – Gejagt (anfangs noch im NDR Fernsehen, ab 2015 im Ersten) in der Rolle des „Jägers“ gegen Kandidaten an.
In der 495. Folge der ARD-Serie Großstadtrevier mit dem Titel „Marshmallow Mädchen“, die im Dezember 2023 ausgestrahlt wurde, hatte Nagorsnik einen Cameo-Auftritt als Hobbyfotograf, der von der Zivilfahnderin Harry Möller (Maria Ketikidou) irrtümlich für einen Stalker gehalten wird.
Am 22. April 2024 starb Nagorsnik unerwartet im Alter von 68 Jahren. Die bereits mit ihm aufgezeichneten sieben Folgen der 13. Staffel von Gefragt – Gejagt wurden zwischen dem 13. Mai und dem 17. Juli 2024 ausgestrahlt. Beim dreistündigen Quiz-Marathon am 20. Juli 2024 gedachte die ARD des verstorbenen Nagorsnik mit einem Einspielfilm.

## Populärkulturelle Rezeption
In Todesmal, dem fünften Band seiner Reihe um Sabine Nemez und Maarten S. Sneijder, lässt der österreichische Schriftsteller Andreas Gruber eine alte Professorin auftreten, die sich immer wieder dieselbe Folge von Gefragt – Gejagt auf einer Videokassette anschaut. Die Protagonistin, Kommissarin Sabine Nemez, erklärt: „Ich liebe Gefragt – Gejagt … Mein Lieblingsjäger ist der Besserwisser“, worauf die alte Dame antwortet: „Meiner ist der Bibliothekar.“

## Publikationen
- Rätselvolles Münster. Das neue Quizbuch. Daedalus Verlag, Münster 2016, ISBN 978-3-89126-226-9.